# Aggelis Armenatzoglou
Aggelis Armenatzoglou (griechisch Αγγελής Αρμενατζόγλου, * 3. April 1979 in Iraklio) ist ein ehemaliger griechischer Bahn- und Straßenradrennfahrer.

## Werdegang
Armenatzoglou wurde 2005 zum ersten Mal griechischer Bahnradmeister in der Mannschaftsverfolgung. Diesen Titel konnte er in den folgenden zwei Jahren verteidigen. Außerdem wurde er 2007 auch nationaler Meister im Madison. Seit 2007 fährt Armenatzoglou für das griechische UCI Continental Team Cosmote Kastro. In der Saison 2008 gewann er ein Teilstück bei dem Etappenrennen Kazantzakia und die zweite Etappe beim Memorial Battle of Crete.

## Erfolge
2005
- Griechischer Meister – Mannschaftsverfolgung mit Nikolaos Kaloudakis, Adamantios Valergas und Thomas Rodios

2006
- Griechischer Meister – Mannschaftsverfolgung mit Fotis Antonarakis, Ioannis Passadakis und Thomas Rodios

2007
- Griechischer Meister – Mannschaftsverfolgung mit Fotis Antonarakis, Ioannis Maravelakis und Ioannis Passadakis
- Griechischer Meister – Madison mit Ioannis Passadakis

## Teams
- 2007 Technal Kastro
- 2008 Cosmote Kastro